# Bāb Shegeft
Bāb Shegeft (persiska: Bāgh Shegoft, باب شگفت, Bāb Shegaft) är en ort i Iran.   Den ligger i provinsen Kerman, i den centrala delen av landet, 800 km sydost om huvudstaden Teheran. Bāb Shegeft ligger 2 021 meter över havet och antalet invånare är 220.
Terrängen runt Bāb Shegeft är platt åt sydväst, men åt nordost är den kuperad.Runt Bāb Shegeft är det glesbefolkat, med 12 invånare per kvadratkilometer. Närmaste större samhälle är Bardsīr, 4,6 km söder om Bāb Shegeft. Trakten runt Bāb Shegeft är ofruktbar med lite eller ingen växtlighet.